# 김소정 (가수)
김소정(1989년 6월 2일 ~ )은 대한민국의 가수이다. 2010년 《슈퍼스타K 2》에 참가해 TOP11에 올랐고, 2012년 싱글 〈Herrah's〉로 정식 데뷔했다. 김소정은 한국정보통신대학교(ICU) 재학 중 한국정보통신대학교(ICU)와 한국과학기술원(KAIST)이 통합한 한국과학기술원(KAIST)를 학사 졸업을 하였다.

## 학력
- 진성고등학교
- 한국과학기술원(KAIST) 전산학과 학사 졸업
  - 한국정보통신대학교(ICU) 학사 재학
  - 한국정보통신대학교(ICU) ↔ 한국과학기술원(KAIST) 통합

## 경력
김소정은 2010년 Mnet의 오디션 프로그램인 슈퍼스타K 2에 참여하며 얼굴을 알렸다. 당시 대전에서 지역예선을 치러 슈퍼위크에 참여하게 되었으며, 슈퍼위크에서 살아남아 최종 Top11에 뽑히게 되었다. Top11의 첫 미션은 리메이크 미션이었는데, 김소정은 이지연의 "바람아 멈추어다오"를 리메이크를 하였다. 하지만 첫 생방송 무대를 마지막으로 TOP8 진입에는 실패했다.
이후 김소정은 에스마일컴퍼니와 계약을 체결하여 《장난스런 키스》, 《카페인》, 《인현왕후의 남자》, 《빛나는 로맨스》의 OST를 불렀으며, 2011년 12월 29일에는 《New Story Part. 3》 프로젝트 음반에 참여하여 H-유진과 같이 부른 〈추억이 버려지다〉가 수록되기도 했다. 그리고 2012년 5월 21일, 김소정은 음반 《Herrah's》를 발매하여, OST가 아닌 정식으로 데뷔하게 되었고 같은 해 8월 28일, 싱글 〈BLAP〉을 발매했다.

## 음반

### 싱글 앨범
- 《New Story Part. 3》 (2011년)
- 《Herrah's》 (2012년)
- 《BLAP》 (2012년)
- 《Beautiful Love》 (2012년)
- 《그대, 그때 그대》 (2013년)
- 《Dance Music》 (2015년)
- 《로맨스가 필요해》 (with 원써겐) (2016년)

### OST
- 《장난스런 키스 OST Part. 1》 (2010년)
- 《뮤지컬 카페인 OST》 (with 김형준) (2011년)
- 《인현왕후의 남자 OST Part. 1》 (with 덕환) (2012년)
- 《빛나는 로맨스 OST Part. 2》 (2014년)

## 방송 활동

### 텔레비전 프로그램
- 2010년 Mnet 《슈퍼스타K 2》
- 2012년 ETN 《HOT SHOT 시즌 2》
- 2012년 ETN 《차트폴리오》
- 2012년 ETN 《뮤직 ON》
- 2013년 tvN 《미녀들의 수학》
- 2013년 KBS2 《출발드림팀 시즌 2》
- 2014년 SBS 《도전 1000곡》
- 2014년 온게임넷 《켠김에 왕까지》
- 2014년 MBC Music 《아이돌 댄스 대회 D-Style》
- 2014년 KBS1 《차정인 기자의 T-타임》
- 2014년 온게임넷 《왓따! 풍선껌 크게 불기 챔피언쉽 시즌 3》
- 2015년 KBS2 《우리동네 예체능》

### 라디오 프로그램
- 2013년 wbs 《김소정의 뮤직 플러스 10》 DJ

## 홍보대사
- 2012년 학교폭력 근절 홍보대사
- 2012년 한국청년기업가정신재단 홍보대사
- 2012년 송파경찰서 5대 폭력척결 홍보대사
- 2013년 충남지방경찰청 4대 사회악 근절 홍보대사